# Communauté d’agglomération Grand Poitiers
Die Communauté d’agglomération Grand Poitiers war ein französischer Gemeindeverband mit der Rechtsform einer Communauté d’agglomération im Département Vienne in der Region Nouvelle-Aquitaine. Sie wurde am 2. Dezember 1999 gegründet und umfasste 13 Gemeinden. Der Verwaltungssitz befand sich in der Stadt Poitiers.

## Historische Entwicklung
Mit Wirkung vom 1. Januar 2017 fusionierte der Gemeindeverband mit
- Communauté de communes de Vienne et Moulière,
- Communauté de communes du Pays Mélusin sowie
- Communauté de communes du Val Vert du Clain

und bildete so die Nachfolgeorganisation Grand-Poitiers Communauté d’agglomération. Trotz der Namensähnlichkeit handelt es sich um eine Neugründung mit anderer Rechtspersönlichkeit.

## Ehemalige Mitgliedsgemeinden
1. Béruges
2. Biard
3. Buxerolles
4. Chasseneuil-du-Poitou
5. Croutelle
6. Fontaine-le-Comte
7. Ligugé
8. Mignaloux-Beauvoir
9. Migné-Auxances
10. Montamisé
11. Poitiers
12. Saint-Benoît
13. Vouneuil-sous-Biard